# Liste der Nummer-eins-Hits in Kanada (1964)
Diese Liste basiert auf der Chartliste der Zeitschrift Records, Promotion, Music (RPM), die erstmals am 24. Februar 1964 erschien.

| ← 1963 ← | Liste der Nummer-eins-Hits in Kanada | Liste der Nummer-eins-Hits in Kanada | Liste der Nummer-eins-Hits in Kanada                                    | 1965 →                    |
| \| Zeitraum \| Wo. ges. \| Interpret \| Titel Autor(en) \| Zusätzliche Informationen \| \| (Zeitraum, Wochen auf Platz eins, Interpret, Titel, Autor[en], zusätzliche Informationen) \| \| \| \| \| \| ----------------------------------------------------------------------------------------- \| -------- \| --------------------- \| ----------------------------------------------------------------------- \| ------------------------- \| \| 22. Juni 1964 – 28. Juni 1964 1 Woche \| 1 \| The Dixie Cups \| Chapel of Love Phil Spector, Jeff Barry, Ellie Greenwich \| – \| \| 29. Juni 1964 – 5. Juli 1964 1 Woche \| 1 \| The Beach Boys \| I Get Around Brian Wilson, Mike Love \| – \| \| 6. Juli 1964 – 12. Juli 1964 1 Woche \| 1 \| Johnny Rivers \| Memphis Chuck Berry \| – \| \| 13. Juli 1964 – 10. August 1964 4 Wochen \| 4 \| The Four Seasons \| Rag Doll Bob Crewe, Bob Gaudio \| – \| \| 11. August 1964 – 16. August 1964 1 Woche \| 1 \| Jan & Dean \| Little Old Lady from Pasadena Roger Christian, Don Altfeld \| – \| \| 17. August 1964 – 31. August 1964 2 Wochen \| 2 \| The Beatles \| A Hard Day’s Night John Lennon, Paul McCartney \| – \| \| 1. September 1964 – 7. September 1964 1 Woche \| 1 \| The Supremes \| Where Did Our Love Go Brian Holland, Lamont Dozier, Edward Holland \| – \| \| 8. September 1964 – 13. September 1964 1 Woche \| 1 \| The Animals \| The House of the Rising Sun Traditional / Alan Price \| – \| \| 14. September 1964 – 20. September 1964 1 Woche \| 1 \| The Newbeats \| Bread & Butter Larry Parks, Jay Turnbow \| – \| \| 21. September 1964 – 27. September 1964 1 Woche \| 1 \| The Four Seasons \| Save It for Me Bob Gaudio, Bob Crewe \| – \| \| 28. September 1964 – 4. Oktober 1964 1 Woche \| 1 \| Roy Orbison \| Oh, Pretty Woman Roy Orbison, William Dees \| – \| \| 5. Oktober 1964 – 18. Oktober 1964 2 Wochen \| 2 \| Manfred Mann \| Do Wah Diddy Diddy Jeff Barry, Ellie Greenwich \| – \| \| 19. Oktober 1964 – 1. November 1964 2 Wochen \| 2 \| The Beach Boys \| When I Grow Up to Be a Man Brian Wilson, Mike Love \| – \| \| 2. November 1964 – 15. November 1964 2 Wochen \| 2 \| The Honeycombs \| Have I the Right Ken Howard & Alan Blaikley \| – \| \| 16. November 1964 – 29. November 1964 2 Wochen \| 2 \| Elvis Presley \| Ain't That Loving You Baby Clyde Otis, Ivory Joe Hunter \| – \| \| 30. November 1964 – 6. Dezember 1964 1 Woche \| 1 \| Jay and the Americans \| Come a Little Bit Closer Tommy Boyce, Wes Farrell, Bobby Hart \| – \| \| 7. Dezember 1964 – 13. Dezember 1964 1 Woche \| 1 \| Lorne Greene \| Ringo Don Robertson, Hal Blair \| – \| \| 14. Dezember 1964 – 20. Dezember 1964 1 Woche \| 1 \| Bobby Vinton \| Mr. Lonely Bobby Vinton, Gene Allan \| – \| \| 21. Dezember 1964 – 27. Dezember 1964 1 Woche \| 1 \| Sandie Shaw \| (There's) Always Something There to Remind Me Burt Bacharach, Hal David \| – \| \| 28. Dezember 1964 – 3. Januar 1965 1 Woche \| 1 \| The Beatles \| I Feel Fine John Lennon, Paul McCartney \| – \| |                                      |                                      |                                                                         |                           |
| ← 1963 |                                      |                                      |                                                                         | → 1965 →                  |
| Zeitraum | Wo. ges.                             | Interpret                            | Titel Autor(en)                                                         | Zusätzliche Informationen |
| (Zeitraum, Wochen auf Platz eins, Interpret, Titel, Autor[en], zusätzliche Informationen) |                                      |                                      |                                                                         |                           |
| 22. Juni 1964 – 28. Juni 1964 1 Woche | 1                                    | The Dixie Cups                       | Chapel of Love Phil Spector, Jeff Barry, Ellie Greenwich                | –                         |
| 29. Juni 1964 – 5. Juli 1964 1 Woche | 1                                    | The Beach Boys                       | I Get Around Brian Wilson, Mike Love                                    | –                         |
| 6. Juli 1964 – 12. Juli 1964 1 Woche | 1                                    | Johnny Rivers                        | Memphis Chuck Berry                                                     | –                         |
| 13. Juli 1964 – 10. August 1964 4 Wochen | 4                                    | The Four Seasons                     | Rag Doll Bob Crewe, Bob Gaudio                                          | –                         |
| 11. August 1964 – 16. August 1964 1 Woche | 1                                    | Jan & Dean                           | Little Old Lady from Pasadena Roger Christian, Don Altfeld              | –                         |
| 17. August 1964 – 31. August 1964 2 Wochen | 2                                    | The Beatles                          | A Hard Day’s Night John Lennon, Paul McCartney                          | –                         |
| 1. September 1964 – 7. September 1964 1 Woche | 1                                    | The Supremes                         | Where Did Our Love Go Brian Holland, Lamont Dozier, Edward Holland      | –                         |
| 8. September 1964 – 13. September 1964 1 Woche | 1                                    | The Animals                          | The House of the Rising Sun Traditional / Alan Price                    | –                         |
| 14. September 1964 – 20. September 1964 1 Woche | 1                                    | The Newbeats                         | Bread & Butter Larry Parks, Jay Turnbow                                 | –                         |
| 21. September 1964 – 27. September 1964 1 Woche | 1                                    | The Four Seasons                     | Save It for Me Bob Gaudio, Bob Crewe                                    | –                         |
| 28. September 1964 – 4. Oktober 1964 1 Woche | 1                                    | Roy Orbison                          | Oh, Pretty Woman Roy Orbison, William Dees                              | –                         |
| 5. Oktober 1964 – 18. Oktober 1964 2 Wochen | 2                                    | Manfred Mann                         | Do Wah Diddy Diddy Jeff Barry, Ellie Greenwich                          | –                         |
| 19. Oktober 1964 – 1. November 1964 2 Wochen | 2                                    | The Beach Boys                       | When I Grow Up to Be a Man Brian Wilson, Mike Love                      | –                         |
| 2. November 1964 – 15. November 1964 2 Wochen | 2                                    | The Honeycombs                       | Have I the Right Ken Howard & Alan Blaikley                             | –                         |
| 16. November 1964 – 29. November 1964 2 Wochen | 2                                    | Elvis Presley                        | Ain't That Loving You Baby Clyde Otis, Ivory Joe Hunter                 | –                         |
| 30. November 1964 – 6. Dezember 1964 1 Woche | 1                                    | Jay and the Americans                | Come a Little Bit Closer Tommy Boyce, Wes Farrell, Bobby Hart           | –                         |
| 7. Dezember 1964 – 13. Dezember 1964 1 Woche | 1                                    | Lorne Greene                         | Ringo Don Robertson, Hal Blair                                          | –                         |
| 14. Dezember 1964 – 20. Dezember 1964 1 Woche | 1                                    | Bobby Vinton                         | Mr. Lonely Bobby Vinton, Gene Allan                                     | –                         |
| 21. Dezember 1964 – 27. Dezember 1964 1 Woche | 1                                    | Sandie Shaw                          | (There's) Always Something There to Remind Me Burt Bacharach, Hal David | –                         |
| 28. Dezember 1964 – 3. Januar 1965 1 Woche | 1                                    | The Beatles                          | I Feel Fine John Lennon, Paul McCartney                                 | –                         |